# Bestiarius
Bestiarius, anonym stenmästare verksam i Småland och Östergötland under perioden 1180-1200.

## Konstnärskap
Bestiarius och hans medarbetare i bestiariusgruppen skapade dopfuntar i hög kvalité, vilka utmärker sig genom sin ornamentalt arkitektoniska uppbyggnad. De känns igen på relieferna med orientaliska fantasidjur placerade i arkader rund cuppan. Den till namnet okände mästaren har uppkallats efter dessa "bestar".
På den troligen äldsta bevarade funten, i Svarttorps kyrka i Småland, har cuppans fantasidjur på foten kompletterats med drakslingor, ett motiv hämtat från tidigare funtbaser i Skåne och på Gotland. 
Genom skiftande ornamentsmotiv har mästaren och hans medhjälpare varierat utformningen med bibehållande av huvuddragen. Hos funten i Skärkinds kyrka, som tillhör de senaste verken, domineras fot och skaft av slingor med växtornament på bekostnad av beroendet från tidigare förebilder. Skärkindsfunten har varit försedd med en inskrift, som numera tyvärr är nästan helt utplånad.
Det anses att denne mästare också byggt kyrkor.

## Verk
(I alfabetisk ordning)
- Annerstads kyrka, Småland: Dopfunt av så kallad "Bestarius-typ" (sannolikt från tidigt 1200-tal)
- Appuna kyrka, Östergötland: Dopfunt stilmässigt besläktad med Bestiarius (sannolikt från tidigt 1200-tal)
- Dörarps kyrka,Småland:Funt som tillskrivs Bestiarius
- Flisby kyrka, Småland:Funt av Bestiarius
- Flistads kyrka, Östergötland: Fragment av stenornament av Bestiarius?
- Hycklinge kyrka, Östergötland: Funt stilmässigt besläktad med Bestiarius (sannolikt från tidigt 1200-tal)
- Norra Sandsjö kyrka, Småland: Funt av Bestiarius
- Nävelsjö kyrka, Småland: Funt tillskriven Bestiarius
- Skärkinds kyrka, Östergötland: Funt av Bestiarius
- Statens historiska museum, Stockholm: Funt av Bestarius gjord för Svanshals kyrka, Östergötland
- Stora Åby kyrka, Östergötland: Funt av Bestiarius
- Svarttorps kyrka, Småland: Funt av Bestiarius
- Vetlanda kyrka, Småland: Funt av Bestiarius
- Öggestorps kyrka, Småland: Funt av Bestiarius:
- Ölmstad kyrka, Småland: Funt av Bestiarius.